# 加德納 (佛羅里達州)
加德納（英語：Gardner）是位於美國佛羅里達州哈迪縣的一個人口普查指定地區。

## 地理
加德納的座標為27°21′06″N 81°47′59″W / 27.35167°N 81.79972°W，而該地最高點為海拔高度22米（即72英尺）。

## 人口
根據2010年美國人口普查的數據，加德納的面積為19.96平方千米，當中陸地面積為19.96平方千米，而水域面積為0.00平方千米。當地共有人口463人，而人口密度為每平方千米23人。